# Вівчарик біяцький
Вівча́рик біяцький (Phylloscopus misoriens) — вид горобцеподібних птахів родини вівчарикових (Phylloscopidae). Ендемік Індонезії. Раніше вважався підвидом новогвінейського вівчарика.

## Опис
Довжина птаха становить 10 см. Верхня частина тіла темно-оливково-зелена, нижня частина тіла світліша. На щоках і горлі плями. Дзьоб і лапи жовті.

## Поширення і екологія
Біяцькі вівчарики є ендеміками острова Біак на північ від Нової Гвінеї. Вони живуть в гірських і вологих рівнинних тропічних лісах.

## Збереження
МСОП класифікує цей вид як вразливий. За оцінками дослідників, популяція біяцьких вівчариків становить від 2500 до 10000 птахів. Їм загрожує знищення природного середовища.